# Gesnerieae
Gesnerieae Dumort., 1829 è una tribù di piante angiosperme appartenenti alla famiglia Gesneriaceae (sottofamiglia Gesnerioideae).

## Tassonomia
La tribù è suddivisa in 5 sottotribù, 55 generi, circa 900 specie:
- Sottotribù Columneinae - Distribuzione: dal Messico al Sud America (zone tropicali) (26 generi, oltre 500 specie)

- Alloplectus Mart., 1829 (7 spp.)
- Alsobia Hanst., 1854 (6 spp.)
- Centrosolenia Benth., 1846 (13 spp.)
- Christopheria J.F.Sm. & J.L.Clark, 2013 (1 sp.)
- Chrysothemis Decne, 1849 (9 spp.)
- Codonanthe (Mart.) Hanst., 1854 (9 spp.)
- Codonanthopsis Mansf., 1934 (13 spp.)
- Columnea Plum. ex L., 1753 (218 spp.)
- Corytoplectus Oerst., 1858 (12 spp.)
- Crantzia Scop., 1777 (2 spp.)
- Cremersia Feuillet & L.E.Skog, 2003 (1 sp.)
- Drymonia Mart., 1829 (85 spp.)
- Episcia Mart., 1829 (9 spp.)
- Glossoloma Hanst., 1854 (30 spp.)
- Lampadaria Feuillet & L.E.Skog, 2003 (1 sp.)
- Lembocarpus Leeuwenb, 1958 (1 sp.)
- Lesia J.L.Clark & J.F.Sm., 2013 (2 spp.)
- Nautilocalyx Hanst., 1854 (41 spp.)
- Nematanthus Schrad., 1821 (32 spp.)
- Neomortonia Wiehler, 1975 (1 sp.)
- Pachycaulos J.L.Clark & J.F.Sm., 2013 (2 spp.)
- Pagothyra (Leeuwenb.) J.F.Sm. & J.L.Clark, 2013 (1 sp.)
- Paradrymonia Hanst., 1854 (11 spp.)
- Rhoogeton Leeuwenb, 1958 (2 spp.)
- Rufodorsia Wiehler, 1975 (5 spp.)
- Trichodrymonia Oerst., 1858 (29 spp.)

- Sottotribù Gesneriinae - Distribuzione: Caraibi (4 generi, 88 specie)

- Bellonia L., 1753 (2 spp.)
- Gesneria L., 1753 (62 spp.)
- Pheidonocarpa L.E.Skog, 1976 (1 sp.)
- Rhytidophyllum Mart., 1829 (23 spp.)

- Sottotribù Gloxiniinae - Distribuzione: dal Messico all'Argentina (21 generi, oltre 200 specie)

- Achimenes P.Browne, 1756 (24 spp.)
- Amalophyllon Brandegee, 1914 (14 spp.)
- Chautemsia A.O.Araujo & V.C.Souza, 2010 (1 sp.)
- Diastema Benth., 1845 (20 spp.)
- Eucodonia Hanst., 1854 (2 spp.)
- Gloxinella (H.E.Moore) Roalson & Boggan, 2005 (1 sp.)
- Gloxinia L'Hér., 1789 (5 spp.)
- Gloxiniopsis Roalson & Boggan, 2005 (1 sp.)
- Goyazia Taub., 1896 (2 spp.)
- Heppiella Regel, 1853 (4 spp.)
- Kohleria Regel, 1847 (24 spp.)
- Mandirola Decne.,  (3 spp.)
- Monopyle Benth., 1876 (25 spp.)
- Moussonia Regel, 1847 (24 spp.)
- Niphaea Lindl., 1841 (3 spp.)
- Nomopyle Roalson & Boggan, 2005 (2 spp.)
- Pearcea Regel, 1867 (19 spp.)
- Phinaea Benth., 1876 (3 spp.)
- Seemannia Regel,  (4 spp.)
- Smithiantha Kuntze, 1891 (6 spp.)
- Solenophora Benth., 1840 (17 spp.)

- Sottotribù Ligeriinae - Distribuzione: dal Centro America all'Argentina (3 generi, oltre 80 specie)

- Paliavana Vand., 1788 (6 spp.)
- Sinningia Nees, 1825 (81 spp.)
- Vanhouttea Lem., 1845 (10 spp.)

- Sottotribù Sphaerorrhizinae - Distribuzione: Sud America (1 genere, 4 specie)
  - Sphaerorrhiza Roalson & Boggan, 2005 (4 spp.)